# 平禪門之亂
平禪門之亂（へいぜんもんのらん）是鎌倉時代後期正應6年4月22日（1293年5月29日），發生在鎌倉的政變。支配鎌倉幕府的北條氏得宗家內管領，擁有絕大權勢的平賴綱被主君9代執權北條貞時消滅。

## 概要
得宗家執事平賴綱在8代執權北條時宗死去，其子貞時就任9代執權的翌年弘安8年（1285年），霜月騷動之時討伐對立的有力御家人安達泰盛和泰盛派的御家人，撤回泰盛推動的弘安改革路線。弘安10年（1287年），擁立7代將軍源惟康成為惟康親王，開始一手支配幕府的專制政治。
貞時依靠賴綱實行得宗専制體制，但是，逐漸對賴綱的恐怖政治感到不安。正應6年（1293年），趁鎌倉大地震的混亂中，貞時命令武藏七郎襲撃鎌倉・經師谷的賴綱邸，賴綱自害，其子飯沼助宗被殺，一族有93名死亡。
根據『保曆間記』，和賴綱不和的嫡男平宗綱向貞時讒言「賴綱欲立次男助宗為將軍」。因為政變和鎌倉大地震，同年8月，改元永仁。
亂後，賴綱一族的御內人勢力一時衰退，貞時的專制政治開始。金澤顯時、安達氏等因霜月騒動失勢的勢力又慢慢的回復到幕府中樞。賴綱一族的長崎光綱成為得宗家執事，也是鎌倉幕府最末期掌握大權的長崎圓喜之父。

## 關連項目
- 霜月騷動